# Aubrey J. Kempner
Aubrey John Kempner (Sinh ngày 22 tháng 9 năm 1880, tại Đại luân đôn, Anh – mất ngày 18 tháng 11 năm 1973, tại Boulder, Colorado) là nhà toán học Mỹ gốc Anh được biết đến bởi hàm Kempner và chuỗi Kempner.
Aubrey Kempner nhận bằng tiến sĩ của ông trong 1911 với bài luận Über das Waringsche Problem und einige Verallgemeinerungen dưới sự giám sát của Edmund Landau tại đại học Göttingen.
Ông sau đó tới Mỹ và dạy tại đại học Illinois rồi chuyển sang đại học Colorado ở Boulder từ 1925, nơi ông yên ở cho tới 1949, ngoài ra ông cũng làm trưởng ban toán học ở đó từ năm 1944 cho tới năm 1949. 
Kempner chủ yếu nghiên cứu nhánh lý thuyết số và lý thuyết tính khối tâm của các miền của các phương trình đa thức. 

## Xuất bản
- Kempner, Aubrey J. (1916). "On transcendental numbers". Trans. Amer. Math. Soc. Quyển 17 số 4. tr. 476–482. doi:10.1090/s0002-9947-1916-1501054-4. MR 1501054.
- Kempner, A. J. (1935). "On the complex roots of algebraic equations". Bull. Amer. Math. Soc. Quyển 41 số 12. tr. 809–843. doi:10.1090/s0002-9904-1935-06201-9. MR 1563200.
- Paradoxes and common sense (pamphlet; 22 pages). Van Nostrand. 1959.